# Битка код Кремоне
Битка код Кремоне била је једна од битака током Рата за шпанско наслеђе. Вођена је 1. фебруара 1702. између француских и аустријских трупа.
Пет месеци након што је одбио Французе у бици код Кјерија у Ломбардији принц Еуген Савојски је одлучио да узврати напад. Аустријска армија кретала се на запад, ка Кремони на реци По. Еуген је предузео ноћни напад на француски гарнизон којим је командовао маршал Вилроа. Француске трупе биле су потпуно изненађене.
Еуген је успео да се пробије у град и да зароби француског команданта кога је наследио Вендом. Аустријанци су заробили још неке истакнуте француске команданте и 1.000 француских војника је изгинуло током напада. Многи од њих су још спавали када је аустријски напад отпочео.
План није у потпуности успео а француске снаге су се одржале у Кремонској цитадели захваљујући храброј одбрани капије По од стране Ирске бригаде. Појачање које је пристигло у помоћ опсађеним Французима принудило је Еугенове снаге да се повуку.